# Elecciones a las Cortes de Castilla-La Mancha de 2011
Las elecciones a las Cortes de Castilla-La Mancha de 2011, que dieron lugar al inicio de la VIII Legislatura, se celebraron el 22 de mayo de 2011, en el marco de las elecciones autonómicas de España de 2011 para obtener representación en el órgano legislativo de la Comunidad, las Cortes de Castilla-La Mancha.
Debido a la nueva Ley Electoral de 2007, el número de diputados respecto a las elecciones de 2007 pasó de 47 a 49. La nueva Ley Electoral fija el número de diputados a elegir en cada circunscripción electoral del siguiente modo: Albacete, diez diputados; Ciudad Real, once; Cuenca, ocho; Guadalajara, ocho; y Toledo, doce diputados. La variación de escaños es la siguiente:
| Reparto de escaños por circunscripciones |          |             |        |             |         |         |
| Ley Electoral                            | Albacete | Ciudad Real | Cuenca | Guadalajara | Toledo  | Total   |
| Ley Electoral de 1986                    | 10       | 11          | 8      | 7           | 11      | 47      |
| Ley Electoral de 2007                    | 10       | 11          | 8      | 8 (+1)      | 12 (+1) | 49 (+2) |

## Candidaturas
En negrita, el candidato a la presidencia de la Junta de Comunidades de Castilla-La Mancha
| Provincia   | Candidatos                                                  | Observaciones                                             |
| ----------- | ----------------------------------------------------------- | --------------------------------------------------------- |
| Albacete    | - PSOE: Francisco Pardo - PP: Marcial Marín                 | - Otras candidaturas: CENB, IU, PACMA, PCAS, UPyD.        |
| Ciudad Real | - PSOE: Nemesio de Lara - PP: Rosa Romero Sánchez           | - Otras candidaturas: CCD, IU, PACMA, PCAS, UdCa, UPyD.   |
| Cuenca      | - PSOE: José Luis Martínez Guijarro - PP: Antonio Román     | - Otras candidaturas: Ecolo-Verdes, IU, PCAS, UPyD.       |
| Guadalajara | - PSOE: María Antonia Pérez León - PP: María Ángeles García | - Otras candidaturas: IU, PACMA, PCAS, UPyD.              |
| Toledo      | - PSOE: José María Barreda - PP: María Dolores de Cospedal  | - Otras candidaturas: IU, LV-GV, PACMA, PCAS, UCIT, UPyD. |

## Encuestas
| Encuesta                              | PSOE   | PP     | IU    | UPyD  | Otros |
| ------------------------------------- | ------ | ------ | ----- | ----- | ----- |
| Resultados electorales de 2007        | 26     | 21     | -     | -     | -     |
| PSOE(14/03/2010)                      | 48,10% | 44,10% | 3,10% | 3,30% | -     |
| Público(14/03/2010)                   | 46,10% | 44,60% | 3,20% | 3,20% | -     |
| Proyección de escaños                 | 25     | 24     | -     | -     | -     |
| PP(04/04/2010)                        | 44,80% | 45,60% | 4,10% | 3,00% | -     |
| Proyección de escaños                 | 24     | 25     | -     | -     | -     |
| El Mundo(31/05/2010)                  | 41,40% | 49,70% | 4,10% | -     | 4,80% |
| Proyección de escaños                 | 20-23  | 26-29  | -     | -     | -     |
| La Tribuna de Ciudad Real(28/06/2010) | 47,40% | 45,00% | 4,20% | 2,50% | -     |
| Proyección de escaños                 | 25     | 24     | -     | -     | -     |
| PP(24/10/2010)                        | 41,30% | 47,40% | -     | -     | -     |
| Proyección de escaños                 | 22     | 27     | -     | -     | -     |
| PP(07/11/2011)                        | 42,20% | 46,90% | 5,90% | 4,20% | -     |
| Proyección de escaños                 | 22     | 27     | -     | -     | -     |
| El Mundo(05/01/2011)                  | 43,70% | 50,00% | -     | -     | 6,30% |
| Proyección de escaños                 | 20-25  | 24-29  | -     | -     | -     |
| La Tribuna de Toledo(11/01/2011)      | 47,20% | 45,30% | 4,40% | 2,10% | 1,00% |
| Proyección de escaños                 | 25     | 24     | -     | -     | -     |
| ABC(14/01/2011)                       | 45,60% | 50,80% | -     | -     | -     |
| Proyección de escaños                 | 23     | 26     | -     | -     | -     |
| La Razón(22/01/2011)                  | 48,20% | 46,20% | -     | -     | -     |
| Proyección de escaños                 | 24-25  | 24-25  | -     | -     | -     |
| ABC(08/03/2011)                       | 44,0%  | 50,3%  | -     | -     | 4,2%  |
| Proyección de escaños                 | 22-24  | 25-27  | -     | -     | -     |
| CIS(05/05/2011)                       | 45%    | 46,3%  | 4,4%  | 0,8%  | 1,8%  |
| Proyección de escaños                 | 24     | 25     | -     | -     | -     |

## Resultados
Para optar al reparto de escaños en una circunscripción, la candidatura debe obtener al menos el 3% de los votos válidos emitidos en dicha circunscripción. En estas elecciones entran en juego 2 escaños más que en las anteriores, uno por Toledo y otro por Guadalajara.
| ← Elecciones a las Cortes de Castilla-La Mancha de 2011 → |                                                       |                           |         |       |         |     |
| Presidente y gobierno | Partido                                               | Candidato                 | Votos   | %     | Escaños | +/- |
| - Presidente: María Dolores de Cospedal - Gobierno: PP - Censo: 1.565.970 - Votantes:1.189.986 (76,0%) - Abstención: 376.655 (24,0%) - Válidos: 1.174.416 - A candidatura: 1.154.773 (98,3%) | Partido Popular (PP)                                  | María Dolores de Cospedal | 564.954 | 48,92 | 25      | +4  |
| - Presidente: María Dolores de Cospedal - Gobierno: PP - Censo: 1.565.970 - Votantes:1.189.986 (76,0%) - Abstención: 376.655 (24,0%) - Válidos: 1.174.416 - A candidatura: 1.154.773 (98,3%) | Partido Socialista Obrero Español (PSOE)              | José María Barreda        | 509.738 | 44,14 | 24      | -2  |
| - Presidente: María Dolores de Cospedal - Gobierno: PP - Censo: 1.565.970 - Votantes:1.189.986 (76,0%) - Abstención: 376.655 (24,0%) - Válidos: 1.174.416 - A candidatura: 1.154.773 (98,3%) | Izquierda Unida-Izquierda de Castilla-La Mancha (IU)  | Daniel Martínez Saez      | 44.302  | 3,84  | 0       |     |
| - Presidente: María Dolores de Cospedal - Gobierno: PP - Censo: 1.565.970 - Votantes:1.189.986 (76,0%) - Abstención: 376.655 (24,0%) - Válidos: 1.174.416 - A candidatura: 1.154.773 (98,3%) | Unión Progreso y Democracia (UPyD)                    |                           | 20.554  | 1,78  | 0       |     |
| - Presidente: María Dolores de Cospedal - Gobierno: PP - Censo: 1.565.970 - Votantes:1.189.986 (76,0%) - Abstención: 376.655 (24,0%) - Válidos: 1.174.416 - A candidatura: 1.154.773 (98,3%) | Partido Antitaurino Contra el Maltrato Animal (PACMA) |                           | 4.128   | 0,36  | 0       |     |
| - Presidente: María Dolores de Cospedal - Gobierno: PP - Censo: 1.565.970 - Votantes:1.189.986 (76,0%) - Abstención: 376.655 (24,0%) - Válidos: 1.174.416 - A candidatura: 1.154.773 (98,3%) | Partido Castellano (PCAS)                             |                           | 2.752   | 0,24  | 0       |     |
| - Presidente: María Dolores de Cospedal - Gobierno: PP - Censo: 1.565.970 - Votantes:1.189.986 (76,0%) - Abstención: 376.655 (24,0%) - Válidos: 1.174.416 - A candidatura: 1.154.773 (98,3%) | Los Verdes-Grupo Verde (LV-GV)                        |                           | 2.375   | 0,21  | 0       |     |
| - Presidente: María Dolores de Cospedal - Gobierno: PP - Censo: 1.565.970 - Votantes:1.189.986 (76,0%) - Abstención: 376.655 (24,0%) - Válidos: 1.174.416 - A candidatura: 1.154.773 (98,3%) | Ecolo Verdes Guadalajara (ECOLO VERDES)               |                           | 1.673   | 0,14  | 0       |     |
| - Presidente: María Dolores de Cospedal - Gobierno: PP - Censo: 1.565.970 - Votantes:1.189.986 (76,0%) - Abstención: 376.655 (24,0%) - Válidos: 1.174.416 - A candidatura: 1.154.773 (98,3%) | Ciudadanos en Blanco (CENB)                           |                           | 1.615   | 0,14  | 0       |     |
| - Presidente: María Dolores de Cospedal - Gobierno: PP - Censo: 1.565.970 - Votantes:1.189.986 (76,0%) - Abstención: 376.655 (24,0%) - Válidos: 1.174.416 - A candidatura: 1.154.773 (98,3%) | Unión de Ciudadanos Independientes de Toledo (UCIT)   |                           | 802     | 0,07  | 0       |     |
| - Presidente: María Dolores de Cospedal - Gobierno: PP - Censo: 1.565.970 - Votantes:1.189.986 (76,0%) - Abstención: 376.655 (24,0%) - Válidos: 1.174.416 - A candidatura: 1.154.773 (98,3%) | Unidad Castellana (UdCa)                              |                           | 745     | 0,06  | 0       |     |
| - Presidente: María Dolores de Cospedal - Gobierno: PP - Censo: 1.565.970 - Votantes:1.189.986 (76,0%) - Abstención: 376.655 (24,0%) - Válidos: 1.174.416 - A candidatura: 1.154.773 (98,3%) | Ciudadanos de Centro Democrático (CCD)                |                           | 507     | 0,04  | 0       |     |
| - Presidente: María Dolores de Cospedal - Gobierno: PP - Censo: 1.565.970 - Votantes:1.189.986 (76,0%) - Abstención: 376.655 (24,0%) - Válidos: 1.174.416 - A candidatura: 1.154.773 (98,3%) | En blanco                                             | N/A                       | 19.643  | 1,7   | N/A     | N/A |
| - Presidente: María Dolores de Cospedal - Gobierno: PP - Censo: 1.565.970 - Votantes:1.189.986 (76,0%) - Abstención: 376.655 (24,0%) - Válidos: 1.174.416 - A candidatura: 1.154.773 (98,3%) | Nulos                                                 | N/A                       |         |       | N/A     | N/A |

| Votación de investidura de María Dolores de Cospedal (PP) Mayoría absoluta: 25/49 |           |       |
| Voto                                                                              | Partidos  | Votos |
| Sí                                                                                | PP (25)   | 25    |
| No                                                                                | PSOE (24) | 24    |
| Abstenciones                                                                      |           | 0     |

### Provincia de Albacete
| Elecciones del 22 de mayo de 2011                     |         |         |               |         |         |
| Censo                                                 | 308.461 | 308.461 | 308.461       | 308.461 | 308.461 |
| Votantes                                              | 231.004 | 231.004 | Participación | 74,75%  | 74,75%  |
| Votos válidos                                         | 227.841 | 227.841 |               | 98,63%  | 98,63%  |
| Votos nulos                                           | 3.163   | 3.163   |               | 1,37%   | 1,37%   |
| Partidos                                              | Votos   | %       | +/-           | Escaños | +/-     |
| Partido Popular (PP)                                  | 110.255 | 48,39%  | 7,64%         | 5       | 1       |
| Partido Socialista Obrero Español (PSOE)              | 94.910  | 41,66%  | 10,99%        | 5       | 1       |
| Izquierda Unida (IU)                                  | 10.751  | 4,72%   |               |         |         |
| Unión Progreso y Democracia (UPyD)                    | 4.412   | 1,94%   |               |         |         |
| Ciudadanos en Blanco (CENB)                           | 1.615   | 0,71%   |               |         |         |
| Partido Antitaurino Contra el Maltrato Animal (PACMA) | 1.048   | 0,46%   |               |         |         |
| Partido Castellano (PCAS)                             | 442     | 0,19%   |               |         |         |
| En blanco                                             |         | %       |               |         |         |
| Total                                                 |         |         |               | 10      |         |

### Provincia de Ciudad Real
| Elecciones del 22 de mayo de 2011                     |         |         |               |         |         |
| Censo                                                 | 403.401 | 403.401 | 403.401       | 403.401 | 403.401 |
| Votantes                                              | 302.263 | 302.263 | Participación | 74,92%  | 74,92%  |
| Votos válidos                                         | 298.571 | 298.571 |               | 98,78%  | 98,78%  |
| Votos nulos                                           | 3.692   | 3.692   |               | 1,22%   | 1,22%   |
| Partidos                                              | Votos   | %       | +/-           | Escaños | +/-     |
| Partido Socialista Obrero Español (PSOE)              | 138.372 | 46,34%  | 9,35%         | 6       | 1       |
| Partido Popular (PP)                                  | 137.739 | 46,13%  | 6,89%         | 5       | 1       |
| Izquierda Unida (IU)                                  | 9.972   | 3,34%   |               | 0       | -       |
| Unión Progreso y Democracia (UPyD)                    | 4.719   | 1,58%   |               | 0       | -       |
| Partido Antitaurino Contra el Maltrato Animal (PACMA) | 1.170   | 0,39%   |               | 0       | -       |
| Unidad Castellana (Ud. Ca.)                           | 745     | 0,25%   |               | 0       | -       |
| Ciudadanos Centro Democrático (CCD)                   | 507     | 0,17%   |               | 0       | -       |
| Partido Castellano (PCAS)                             | 430     | 0,14%   |               | 0       | -       |
| En blanco                                             | 4.917   | 1,63%   | 0,28%         |         |         |
| Total                                                 |         |         |               | 11      |         |

### Provincia de Cuenca
| Elecciones del 22 de mayo de 2011        |         |         |               |         |         |
| Censo                                    | 163.688 | 163.688 | 163.688       | 163.688 | 163.688 |
| Votantes                                 | 133.063 | 133.063 | Participación | 81,29%  | 81,29%  |
| Votos válidos                            | 131.349 | 131.349 |               | 98,71%  | 98,71%  |
| Votos nulos                              | 1.714   | 1.714   |               | 1,29%   | 1,29%   |
| Partidos                                 | Votos   | %       | +/-           | Escaños | +/-     |
| Partido Popular (PP)                     | 62.318  | 47,44%  | 2,77%         | 4       | =       |
| Partido Socialista Obrero Español (PSOE) | 61.196  | 46,59%  | 4,32%         | 4       | =       |
| Izquierda Unida (IU)                     | 3.409   | 2,60%   |               |         |         |
| Unión Progreso y Democracia (UPyD)       | 1.784   | 1,36%   |               |         |         |
| Partido Castellano (PCAS)                | 540     | 0,41%   |               |         |         |
| En blanco                                |         | %       |               |         |         |
| Total                                    |         |         |               | 8       |         |

### Provincia de Guadalajara
| Elecciones del 22 de mayo de 2011                     |         |         |               |         |         |
| Censo                                                 | 178.503 | 178.503 | 178.503       | 178.503 | 178.503 |
| Votantes                                              | 130.949 | 130.949 | Participación | 73,36%  | 73,36%  |
| Votos válidos                                         | 128.915 | 128.915 |               | 98,45%  | 98,45%  |
| Votos nulos                                           | 2.034   | 2.034   |               | 1,55%   | 1,55%   |
| Partidos                                              | Votos   | %       | +/-           | Escaños | +/-     |
| Partido Popular (PP)                                  | 64.232  | 49,83%  | 3,28%         | 5       | 1       |
| Partido Socialista Obrero Español (PSOE)              | 49.011  | 38,02%  | 7,80%         | 3       | =       |
| Izquierda Unida (IU)                                  | 6.076   | 4,71%   |               |         |         |
| Unión Progreso y Democracia (UPyD)                    | 3.862   | 3,00%   |               |         |         |
| Ecolo Verdes Guadalajara (ECOLO VERDES)               | 1.673   | 1,30%   |               |         |         |
| Partido Antitaurino Contra el Maltrato Animal (PACMA) | 777     | 0,60%   |               |         |         |
| Partido Castellano (PCAS)                             | 567     | 0,44%   |               |         |         |
| En blanco                                             |         | %       |               |         |         |
| Total                                                 |         |         |               | 8       | 1       |

### Provincia de Toledo
| Elecciones del 22 de mayo de 2011                     |         |         |               |         |         |
| Censo                                                 | 511.917 | 511.917 | 511.917       | 511.917 | 511.917 |
| Votantes                                              | 392.707 | 392.707 | Participación | 76,71%  | 76,71%  |
| Votos válidos                                         | 387.740 | 387.740 |               | 98,74%  | 98,74%  |
| Votos nulos                                           | 4.967   | 4.967   |               | 1,26%   | 1,26%   |
| Partidos                                              | Votos   | %       | +/-           | Escaños | +/-     |
| Partido Popular (PP)                                  | 190.410 | 49,11%  | 5,45%         | 6       | 1       |
| Partido Socialista Obrero Español (PSOE)              | 166.249 | 42,88%  | 8,09%         | 6       | =       |
| Izquierda Unida (IU)                                  | 14.094  | 3,63%   |               |         |         |
| Unión Progreso y Democracia (UPyD)                    | 5.777   | 1,49%   |               |         |         |
| Los Verdes-Grupo Verde (LV-GV)                        | 2.375   | 0,61%   |               |         |         |
| Unión de Ciudadanos Independientes de Toledo (UCIT)   | 1.430   | 0,37%   |               |         |         |
| Partido Antitaurino Contra el Maltrato Animal (PACMA) | 1.133   | 0,29%   |               |         |         |
| Partido Castellano (PCAS)                             | 773     | 0,20%   |               |         |         |
| En blanco                                             |         | %       |               |         |         |
| Total                                                 |         |         |               | 12      | 1       |

## Elección e investidura de la presidenta de la Junta
La votación para la investidura de la Presidenta de la Junta de Comunidades en las Cortes de Castilla-La Mancha tuvo el siguiente resultado:
| Candidata                      | Fecha                                                   | Voto |    |    | Total |
| ------------------------------ | ------------------------------------------------------- | ---- | -- | -- | ----- |
| María Dolores de Cospedal (PP) | 21 de junio de 2011 Mayoría requerida: Absoluta (25/49) | Sí   | 25 |    | 25/49 |
| María Dolores de Cospedal (PP) | 21 de junio de 2011 Mayoría requerida: Absoluta (25/49) | No   |    | 24 | 24/49 |